# Marituba
Marituba is een gemeente in de Braziliaanse deelstaat Pará. Het is onderdeel van de regiometropool Belém. De gemeente telt 127.858 inwoners (schatting 2017).

## Aangrenzende gemeenten
De gemeente grenst aan Acará, Ananindeua, Belém en Benevides.